# Brian Shawe-Taylor
Brian Newton Shawe-Taylor (* 28. Januar 1915 in Dublin; † 1. Mai 1999 in Dowdeswell) war ein britischer Autorennfahrer.

## Karriere
Shawe-Taylor, ein Werkstatt-Eigentümer aus Gloucestershire, fuhr schon vor dem Zweiten Weltkrieg Autorennen. 1939 gewann er die Nuffield Trophy und bald nach dem Krieg nahm er seine Rennaktivitäten wieder auf. Als man seine Nennung für den ersten Weltmeisterschaftslauf der Formel-1-Geschichte 1950 in Silverstone mit der Begründung ablehnte, sein ERA wäre zu alt, teilte er sich kurzerhand einen Maserati mit Joe Fry, um damit am Großen Preis von Großbritannien teilnehmen zu können. Die beiden kamen mit sechs Runden Rückstand als Zehnte ins Ziel.
Shawe-Taylor hatte den Ruf eines schnellen Fahrers und diese Reputation brachte ihm einige Gastauftritt bei namhaften Teams ein. Den Großen Preis von Großbritannien 1951 bestritt er auf einem Werks-ERA und wurde als Achter bester Privatier. In Le Mans teilte er sich einen Werks-Aston Martin mit George Abecassis und erreichte den fünften Gesamtrang.
Seine Karriere endete nach einer Kollision mit Antonio Branca bei der Daily Graphic Trophy 1951. Shawe-Taylor konnte von seinen schweren Verletzungen zwar wieder vollständig genesen, Autorennen fuhr er aber keine mehr.

## Statistik

### Statistik in der Automobil-Weltmeisterschaft

#### Gesamtübersicht
| Saison | Team               | Chassis      | Motor            | Rennen | Siege | Zweiter | Dritter | Poles | schn. Rennrunden | Punkte | WM-Pos. |
| ------ | ------------------ | ------------ | ---------------- | ------ | ----- | ------- | ------- | ----- | ---------------- | ------ | ------- |
| 1950   | Joe Fry            | Maserati 4CL | Maserati 1.5 L4s | 1      | −     | −       | −       | −     | −                | −      | NC      |
| 1951   | Brian Shawe-Taylor | ERA B-Type   | ERA 1.5 L6       | 1      | −     | −       | −       | −     | −                | −      | NC      |
| Gesamt | Gesamt             | Gesamt       | Gesamt           | 2      | −     | −       | −       | −     | −                | −      |         |

#### Einzelergebnisse
| Saison | 1 | 2 | 3   | 4 | 5 | 6 | 7 | 8 |
| ------ | - | - | --- | - | - | - | - | - |
| 1950   |   |   |     |   |   |   |   |   |
| 10     |   |   |     |   |   |   |   |   |
| 1951   |   |   |     |   |   |   |   |   |
|        |   |   | DNS | 8 |   |   |   |   |

| Legende  | Legende            | Legende                                                          |
| Farbe    | Abkürzung          | Bedeutung                                                        |
| -------- | ------------------ | ---------------------------------------------------------------- |
| Gold     | –                  | Sieg                                                             |
| Silber   | –                  | 2. Platz                                                         |
| Bronze   | –                  | 3. Platz                                                         |
| Grün     | –                  | Platzierung in den Punkten                                       |
| Blau     | –                  | Klassifiziert außerhalb der Punkteränge                          |
| Violett  | DNF                | Rennen nicht beendet (did not finish)                            |
| Violett  | NC                 | nicht klassifiziert (not classified)                             |
| Rot      | DNQ                | nicht qualifiziert (did not qualify)                             |
| Rot      | DNPQ               | in Vorqualifikation gescheitert (did not pre-qualify)            |
| Schwarz  | DSQ                | disqualifiziert (disqualified)                                   |
| Weiß     | DNS                | nicht am Start (did not start)                                   |
| Weiß     | WD                 | zurückgezogen (withdrawn)                                        |
| Hellblau | PO                 | nur am Training teilgenommen (practiced only)                    |
| Hellblau | TD                 | Freitags-Testfahrer (test driver)                                |
| ohne     | DNP                | nicht am Training teilgenommen (did not practice)                |
| ohne     | INJ                | verletzt oder krank (injured)                                    |
| ohne     | EX                 | ausgeschlossen (excluded)                                        |
| ohne     | DNA                | nicht erschienen (did not arrive)                                |
| ohne     | C                  | Rennen abgesagt (cancelled)                                      |
| ohne     | keine WM-Teilnahme |                                                                  |
| sonstige | P/fett             | Pole-Position                                                    |
| sonstige | 1/2/3/4/5/6/7/8    | Punktplatzierung im Sprint-/Qualifikationsrennen                 |
| sonstige | SR/kursiv          | Schnellste Rennrunde                                             |
| sonstige | *                  | nicht im Ziel, aufgrund der zurückgelegten Distanz aber gewertet |
| sonstige | ()                 | Streichresultate                                                 |
| sonstige | unterstrichen      | Führender in der Gesamtwertung                                   |

### Le-Mans-Ergebnisse
| Jahr | Team              | Fahrzeug         | Teamkollege      | Platzierung | Ausfallgrund |
| ---- | ----------------- | ---------------- | ---------------- | ----------- | ------------ |
| 1951 | Aston Martin Ltd. | Aston Martin DB2 | George Abecassis | Rang 5      |              |